# 우황청심환
우황청심환(牛黃淸心丸)은 우황을 비롯한 여러 가지 약재로 만든 알약이다. 우황은 소의 쓸개에 질환이 생겨서 한데 뭉친 것으로, 약재로 사용된다. 1107년 중국 송나라의 ‘태평혜민화제국방’(太平惠民和劑局方)이라는 의서에 10가지 정도의 약재로 구성된 것으로 처음 실렸으며 여기에 약재를 보강하여 30여가지 약재를 만든 것이 우황청심원(牛黃淸心元)이다.
명종의 심열증을 치료한 것으로 알려져 있으며 순조 때 한양의 풍속을 기록한 ‘열양세시기’에도 조선 우황청심환의 인기가 드러난다.
우황청심환은 심신안정 효능이 있는 약이지만 심신완화 기능만 할 뿐 교감신경에는 작용하지 않기 때문에 공황장애에 효력이 있다는 의학적 증거는 없다.

## 우황
우황은 소의 담낭, 담관 속에 생긴 결석이다. 소의 몸에 우황이 있으면 눈에 핏발이 서며 수시로 반복해서 울며, 물을 마시면 웩웩거리다가 물에 우황을 떨어트린다.